# Confine tra Norvegia e Russia
Il confine tra la Norvegia e la Russia descrive la linea di demarcazione tra questi due Stati. Ha una lunghezza di 196 km.

## Caratteristiche
Separa la contea norvegese di Finnmark dall'Oblast' di Murmansk. Situato al nord del circolo polare artico, nella Lapponia, è il confine europeo situato più a nord.
Una lunga porzione del confine corre lungo il fiume Paatsjoki (112 km).
Il confine parte dalla triplice frontiera tra Finlandia, Norvegia e Russia e con andamento generale verso nord-est raggiunge il Mare di Barents.

## Storia
Il confine è stato istituito nel 1944 con l'Armistizio di Mosca, in seguito al quale la Finlandia perdeva la regione di Petsamo a favore dell'Unione Sovietica e, di conseguenza, lo sbocco sul Mare di Barents.